# David W. Latham
David Winslow Latham est un astrophysicien américain travaillant en particulier dans le domaine de la recherche d'exoplanètes.

## Éducation
David W. Latham a été diplômé de son « B.S. » en 1961 au Massachusetts Institute of Technology puis de son doctorat (Ph.D.) en 1970 à l'Université de Harvard.

## Activités de recherche
David W. Latham, membre de l'initiative Origine de la vie de l'Université de Harvard (the Harvard University Origins of Life Initiative en anglais), travaille sur la caractérisation des propriétés « en gros » (bulk properties) et de la géochimie des exoplanètes.
David W. Latham est aujourd'hui co-investigator de la mission Kepler de la NASA, destinée à découvrir et caractériser des planètes habitables similaires à la Terre, et responsable des observations de suivi destinées à confirmer et caractériser les planètes qui transitent. Il est également Chief Mission Scientist pour le Transiting Exoplanet Survey Satellite (TESS, « Satellite de relevé des exoplanètes en transit »), un relevé de tout le ciel depuis l'espace pour les planètes transitant devant des étoiles brillantes et qui a été sélectionné pour la phase A par la NASA.

## Découvertes
David W. Latham est connu entre autres pour être co-découvreur de HD 114762 Ab, premier objet de masse substellaire (le statut de planète ou de naine brune demeure incertain) connu en dehors du système solaire.